# Santa Margherita di Belice

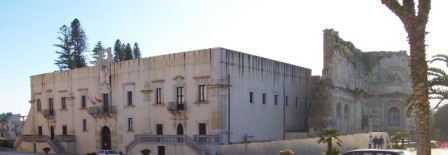
Palazzo Filangeri-Cutò, Sommerpalast der Familie Filangeri, Fürsten von Cutò; Vorbild für Donnafugata im Roman Il Gattopardo von Giuseppe Tomasi di Lampedusa (1968 durch Erdbeben schwer beschädigt)

Santa Margherita di Belice ist eine italienische Stadt im Freien Gemeindekonsortium Agrigent in der Autonomen Region Sizilien in Italien.

## Lage und Daten
Santa Margherita di Belice liegt etwa 60 km nordwestlich von Agrigent. Die Stadt hat 5961 Einwohner (Stand 31. Dezember 2023), die hauptsächlich in der Landwirtschaft beschäftigt sind.
Santa Margherita di Belice bildet zusammen mit den Gemeinden Menfi, Sambuca di Sicilia und Sciacca eine Weinbauregion Siziliens um den Stausee Lago Arancio. Seit 1994 existiert für die Weinberge der Gemeinde mit der „DOC Santa Margherita di Belice“ eine eigene kontrollierte Ursprungsbezeichnung für Qualitätswein (Denominazione di origine controllata). Die Anbaumengen des gleichnamigen DOC-Weins sind unbedeutend.
Die Nachbargemeinde sind Contessa Entellina (PA), Menfi, Montevago, Salaparuta (TP) und Sambuca di Sicilia.

## Geschichte
Die Gemeinde wurde 1572 von Antonio Corbera gegründet. Sie erhielt damals den Namen Menzil-el-Sindi. Bei dem Erdbeben 1968 wurde die Gemeinde fast komplett zerstört und danach wieder aufgebaut.

## Sehenswürdigkeiten
Die Pfarrkirche wurde im 18. Jahrhundert renoviert und steht am Dorfplatz. Ebenso stehen dort der Filangeri-Palast aus dem 18. Jahrhundert und die Palazzata.